# 2023-as lengyelországi parlamenti választás
A 2023-as lengyelországi parlamenti választást 2023. október 15-én tartották meg. A Szejm 460 képviselőjét és a Szenátus 100 tagját választották meg.
A parlamenti választás napján népszavazást is tartottak az EU menekültügyi javaslatáról.

## Választási rendszer
A választás napját a mindenkori lengyel elnök hirdeti ki: Andrzej Duda 2023. augusztus 9-én hirdette ki, hogy a választás október 15-én lesz megtartva. A dátum kihirdetése összhangban áll a Lengyel Alkotmány 98. cikkelyének 2. bekezdésével, mely szerint a választást az aktuális parlamenti ciklus lejárta előtt 30 nappal kell megtartani, amely 2023. november 11-e.
A Szejm tagjait pártlistás arányos választási rendszerben választják meg, többmandátumos választókerületi szavazáson. Az egyéniben induló pártoknak 5%-os a bejutási küszöb, a koalícióknak 8%. A Szenátus tagjait relatív többségi szavazáson választják meg az ország 100 szenátusi egyéni választókerületében. A legtöbb ellenzéki párt (Polgári Koalíció, Új Baloldal és Harmadik Út) aláírta az úgynevezett szenátus paktumot, mellyel megegyeztek, hogy közös szenátusi pártlistát állítanak fel.

## Induló pártok és koalíciók
|    | Párt vagy koalíció neve (lengyel név, rövidítés) | Párt vagy koalíció neve (lengyel név, rövidítés)                              | Pártok lógói | Listavezető                               | Támogatók |
| -- | ------------------------------------------------ | ----------------------------------------------------------------------------- | ------------ | ----------------------------------------- | --- |
| 1. |                                                  | Pártonkívüli Önkormányzati Aktivisták (Bezpartyjni Samorządowcy, BS)          |              | Robert Raczyński                          | – |
| 2. |                                                  | Harmadik Út (Trzecia Droga,TD)                                                |              | Władysław Kosiniak-Kamysz Szymon Hołownia | Lengyel Néppárt , Lengyelország 2050, Európai Demokraták Uniója, Egyetértés, Centrum Lengyelországért                           |
| 3. |                                                  | Új Baloldal (Nowa Lewica, NL)                                                 |              | Włodzimierz Czarzasty Robert Biedroń      | Új Baloldal, Együtt Baloldal, Lengyel Szocialista Párt, Munkásunió, Szociáldemokrácia Lengyelországért, Szabadság és Egyenlőség |
| 4. |                                                  | Egyesült Jobboldal (Zjednoczona Prawica, ZP)                                  |              | Jarosław Kaczyński                        | Jog és Igazságosság, Szuverén Lengyelország, Köztársaságiak, Kukiz’15, Lengyel Köztársaság Megújulása, Lengyel Ügyek            |
| 5. |                                                  | Szabadság és Függetlenség Konföderáció (Konfederacja Wolność i Niepodległość) |              | Sławomir Mentzen Krzysztof Bosak          | Nemzeti Mozgalom, Új Remény, Lengyel Korona Konföderációja, Reálpolitikusok Uniója, Köztársaság Jobboldala                      |
| 6. |                                                  | Polgári Koalíció (Koalicja Obywatelska , KO)                                  |              | Donald Tusk                               | Polgári Platform, Modern, Lengyel Kezdeményezés, Zöldek, Jó Mozgalom, AGROunió                                                  |

## Választási szlogenek
| Párt | Párt             | Eredeti szlogen                             | Magyar fordítás                                               | Refs  |
| ---- | ---------------- | ------------------------------------------- | ------------------------------------------------------------- | ----- |
|      | PiS              | Bezpieczna przyszłość Polaków.              | Biztonságos jövő a lengyeleknek!                              | [ 5 ] |
|      | Polgári Platform | 100 Konkretów - Na pierwsze 100 dni rządów! | 100 Konkrétum - A kormány első 100 napjára!                   | [ 6 ] |
|      | Új Baloldal      | Gwarancją.Świeckiego.Państwa - Mam po lewej | Garancia. Szekuláris. Állam. - Nekem ez a baloldalon van meg. | [ 7 ] |
|      | Lengyel Néppárt  | Dość kłótni, do przodu!                     | Elég a vitákból! Előre kell menni!                            | [ 8 ] |

## Közvélemény-kutatások
A lengyelországi pártok és koalíciók népszerűségének alakulása 2019 óta:
A közvélemény-kutatások szeptemberi mérései alapján az Egyesült Jobboldal szerezné a legtöbb szavazatot, de szükség lehet akár a Konföderációval való koalícióra a többséghez. Az ellenzékben a Polgári Koalíció, Új Baloldal és Harmadik út koalícióknak együttesen a mérések szerint van esélye parlamenti többséget szereznie.

## Eredmények
A választáson való részvétel vasárnap délben 22,59%-os volt, ami magasabb, mint a korábbi választásokon. Az urnazárásokat követően kijelenthető, hogy a részvétel rendkívül magas volt, mintegy 10%-ponttal magasabb, mint a  2019-es választáson.

### Eredménybecslések
Az Ipsos közvéleménykutató intézet az urnazárásokat követő exit-poll felmérések közzététele enyhe fölényt mutatott az Egyesült Jobboldal (PiS) javára, kevéssel mögötte a Polgári Koalíció (KO) pártszövetség végzett. A bal és a jobboldali pártok között összesítésben szinte egyenlő arányban oszlanak meg a szavazatok.
| Exit-poll eredmények (Szejm) | Exit-poll eredmények (Szejm) | Exit-poll eredmények (Szejm) | Exit-poll eredmények (Szejm) | Exit-poll eredmények (Szejm) |
| ---------------------------- | ---------------------------- | ---------------------------- | ---------------------------- | ---------------------------- |
| Pártok                       |                              |                              | Százalék                     | Mandátumok                   |
| PiS                          | PiS                          |                              | 36,8% (200)                  | 36,8% (200)                  |
| KO                           | KO                           |                              | 31,6% (163)                  | 31,6% (163)                  |
| Harmadik Út                  | Harmadik Út                  |                              | 13,6% (55)                   | 13,6% (55)                   |
| Lewica (baloldal)            | Lewica (baloldal)            |                              | 8,6% (30)                    | 8,6% (30)                    |
| Konföderáció                 | Konföderáció                 |                              | 6,2% (12)                    | 6,2% (12)                    |
| Első exit-poll értékek.      |                              |                              |                              |                              |

Hétfőn kora reggel, az előrevetítésnél jóval később tette közzé az Ipsos a korrekciós választási előrejelzést, az ún. late poll-t. Ez valamennyivel eltérő értékű, de az exit-pollhoz hasonló arányú eredményt mutat. A hibahatár az exit-poll 2%-ához képest itt 0,5% a szakértők szerint.
| Late poll eredmények (Szejm) | Late poll eredmények (Szejm) | Late poll eredmények (Szejm) | Late poll eredmények (Szejm) | Late poll eredmények (Szejm) |
| ---------------------------- | ---------------------------- | ---------------------------- | ---------------------------- | ---------------------------- |
| Pártok                       |                              |                              | Százalék                     |                              |
| PiS                          | PiS                          |                              | 36,6%                        | 36,6%                        |
| KO                           | KO                           |                              | 31,0%                        | 31,0%                        |
| Harmadik Út                  | Harmadik Út                  |                              | 13,5%                        | 13,5%                        |
| Lewica (baloldal)            | Lewica (baloldal)            |                              | 8,6%                         | 8,6%                         |
| Konföderáció                 | Konföderáció                 |                              | 6,4%                         | 6,4%                         |
| Late poll előrejelzés.       |                              |                              |                              |                              |

64%-os feldolgozottságnál jelentősen eltérő eredmények mutatkoznak, bár a kormányoldal és az ellenzék között továbbra is szoros az eredmény. Az előzetes adatok szerint a választáson való részvétel 72,07%-os, míg a late poll adatai szerint 72,9%-os volt, ami a rendszerváltás óta a legnagyobb arány.
| Részeredmények 63%-os feldolgozottságnál (Szejm) | Részeredmények 63%-os feldolgozottságnál (Szejm) | Részeredmények 63%-os feldolgozottságnál (Szejm) | Részeredmények 63%-os feldolgozottságnál (Szejm) | Részeredmények 63%-os feldolgozottságnál (Szejm) |
| ------------------------------------------------ | ------------------------------------------------ | ------------------------------------------------ | ------------------------------------------------ | ------------------------------------------------ |
| Pártok                                           |                                                  |                                                  | Százalék                                         |                                                  |
| PiS                                              | PiS                                              |                                                  | 37,52%                                           | 37,52%                                           |
| KO                                               | KO                                               |                                                  | 28,52%                                           | 28,52%                                           |
| Harmadik Út                                      | Harmadik Út                                      |                                                  | 14,42%                                           | 14,42%                                           |
| Lewica (baloldal)                                | Lewica (baloldal)                                |                                                  | 8,33%                                            | 8,33%                                            |
| Konföderáció                                     | Konföderáció                                     |                                                  | 7,23%                                            | 7,23%                                            |
| 63%-os részeredmény.                             |                                                  |                                                  |                                                  |                                                  |

88%-os feldolgozottságnál a kormányoldal előnye további csökkenést mutatott.
| Részeredmények 88%-os feldolgozottságnál (Szejm) | Részeredmények 88%-os feldolgozottságnál (Szejm) | Részeredmények 88%-os feldolgozottságnál (Szejm) | Részeredmények 88%-os feldolgozottságnál (Szejm) | Részeredmények 88%-os feldolgozottságnál (Szejm) |
| ------------------------------------------------ | ------------------------------------------------ | ------------------------------------------------ | ------------------------------------------------ | ------------------------------------------------ |
| Pártok                                           |                                                  |                                                  | Százalék                                         |                                                  |
| PiS                                              | PiS                                              |                                                  | 36,52%                                           | 36,52%                                           |
| KO                                               | KO                                               |                                                  | 29,58%                                           | 29,58%                                           |
| Harmadik Út                                      | Harmadik Út                                      |                                                  | 14,50%                                           | 14,50%                                           |
| Lewica (baloldal)                                | Lewica (baloldal)                                |                                                  | 8,37%                                            | 8,37%                                            |
| Konföderáció                                     | Konföderáció                                     |                                                  | 7,23%                                            | 7,23%                                            |
| 88%-os részeredmény.                             |                                                  |                                                  |                                                  |                                                  |

A Szenátorválasztásnál annyiban térnek el az eredmények, hogy közel 5%-os arányt mutat fel a Pártonkívüli Önkormányzati Aktivisták csoportja. 93,17%-os feldolgozottságnál a következők a részeredmények:
| Részeredmények 93%-os feldolgozottságnál (Szenátus) | Részeredmények 93%-os feldolgozottságnál (Szenátus) | Részeredmények 93%-os feldolgozottságnál (Szenátus) | Részeredmények 93%-os feldolgozottságnál (Szenátus) | Részeredmények 93%-os feldolgozottságnál (Szenátus) |
| --------------------------------------------------- | --------------------------------------------------- | --------------------------------------------------- | --------------------------------------------------- | --------------------------------------------------- |
| Pártok                                              |                                                     |                                                     | Százalék                                            |                                                     |
| PiS                                                 | PiS                                                 |                                                     | 35,47%                                              | 35,47%                                              |
| KO                                                  | KO                                                  |                                                     | 28,07%                                              | 28,07%                                              |
| Harmadik Út                                         | Harmadik Út                                         |                                                     | 11,21%                                              | 11,21%                                              |
| Konföderáció                                        | Konföderáció                                        |                                                     | 7,05%                                               | 7,05%                                               |
| Lewica (baloldal)                                   | Lewica (baloldal)                                   |                                                     | 5,53%                                               | 5,53%                                               |
| Pártonkívüliek                                      | Pártonkívüliek                                      |                                                     | 4,94%                                               | 4,94%                                               |
| 93,17%-os részeredmény, Szenátus.                   |                                                     |                                                     |                                                     |                                                     |

### Képviselőválasztás (Szejm)
A végleges eredmények tükrében a Képviselőházba a legtöbb parlamenti képviselőt a Jog és Igazságosság pártja delegálja, akik az Egyesült Jobboldal színeiben nyertek mandátumot. Második helyen a Polgári Koalíció centrista-baloldali tömörülés végzett. Ezenkívül még további három politikai tömörülés lépte át a bejutási küszöböt.
| Rövidítés      | Párt/Pártszövetség                     | Szavazatok száma | Szavazatok aránya | Képviselők száma | Képviselők aránya | 2019-hez képest |
| -------------- | -------------------------------------- | ---------------- | ----------------- | ---------------- | ----------------- | --------------- |
| ZP             | Egyesült Jobboldal                     | 7 640 854        | 35,38%            | 194              | 42,2%             | -41             |
| KO             | Polgári Koalíció                       | 6 629 402        | 30,70%            | 157              | 34,1%             | +23             |
| TD             | Harmadik Út                            | 3 110 670        | 14,40%            | 65               | 14,1%             | +35             |
| NL             | Új Baloldal                            | 1 859 018        | 8,61%             | 26               | 5,7%              | -23             |
| Konfederacja   | Szabadság és Függetlenség Konföderáció | 1 547 364        | 7,16%             | 18               | 4,0%              | +7              |
| Pártonkívüliek | Pártonkívüli Önkormányzati Aktivisták  | 401 054          | 1,86%             | 0                | 0%                | 0               |
|                | Német Kisebbség Választási Szervezete  | 25 778           | 0,12%             | 0                | 0%                | -1              |

### Szenátorválasztás (Szenátus)
A Szenátusba a választási körzetek szavazatainak relatív többségével juthatnak be a jelöltek. Ebből adódóan a szavazatok országos aránya csak kisebb mértékű összefüggésben van a bejutott szenátorok számával.
| Rövidítés      | Párt/Pártszövetség                     | Szavazatok száma | Szavazatok aránya | Szenátorok száma | Szenátorok aránya | 2019-hez képest |
| -------------- | -------------------------------------- | ---------------- | ----------------- | ---------------- | ----------------- | --------------- |
| KO             | Polgári Koalíció                       | 6 187 295        | 28,91%            | 41               | 41%               | -2              |
| ZP             | Egyesült Jobboldal                     | 7 449 875        | 34,81%            | 33               | 33%               | -15             |
| TD             | Harmadik Út                            | 2 462 360        | 11,50%            | 12               | 12%               | +9              |
| NL             | Új Baloldal                            | 1 131 639        | 5,29%             | 9                | 9%                | +7              |
| Függetlenek    | Függetlenek, 2023 Szenátus Paktum      | 573 060          | 2,68%             | 5                | 5%                | +1              |
| Konfederacja   | Szabadság és Függetlenség Konföderáció | 1 443 836        | 6,75%             | 0                | 0%                |                 |
| Pártonkívüliek | Pártonkívüli Önkormányzati Aktivisták  | 1 049 919        | 4,91%             | 0                | 0%                |                 |

A választáson való részvétel a végeredmények tükrében 74,31%-os volt, ami rekordmagas az 1989 utáni választások történetében.
Az egyidőben tartott referendumon való részvétel ugyanakkor érvénytelen lett, tekintve, hogy a részvételi arány csupán a 41%-ot érte el.